# Marie Henriette Chotek

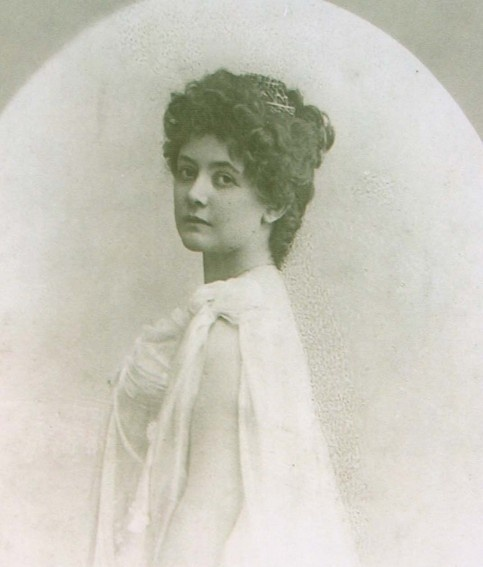
Marie Henriette Chotek (um 1906)

Marie Henriette Gräfin Chotek von Chotkowa und Wognin (* 24. November 1863 auf Schloss Unterkrupa, Königreich Ungarn; † 13. Februar 1946 in Dolná Krupá, Tschechoslowakei) war eine bekannte Rosenzüchterin.

## Leben
Maria Henrietta Hermína Rudolfína Ferdinanda Antonie Anna Gräfin Chotek war die älteste Tochter des Grafen Rudolf Chotek von Chotkow  (1822–1903) und dessen Ehefrau Maria Antonia Eleonore Christiane Hedwig von Khevenhueller-Metsch (1838–1892). Getauft wurde sie erst zwei Wochen nach ihrer Geburt, am 7. Dezember 1863 in der Dorfkirche von Unterkrupa durch den Tyrnauer Kanoniker Georg Schnell. Henriette war die Kusine zweiten Grades von Sophie Maria Chotek, die mit ihrem späteren Gemahl, dem Thronfolger Franz Ferdinand von Österreich-Este, beim Attentat von Sarajevo im Juni 1914 tragisch ums Leben kam.
Das Geschlecht der Chotek gehört zum Uradel Böhmens, die erste urkundliche Erwähnung geht auf das Jahr 1181 zurück. Beginnend mit dem kaiserlich-königlichen Kämmerer und Oberst Hermann Chotek (1786–1822), dem Großvater von Marie Henriette beginnt die ungarische Familienlinie der Choteks in Unterkrupa. Als Hermann im Jahre 1813 Henrietta Brunsvik von Korompa (1786–1857) heiratete, ging auch die Herrschaft von Unterkrupa in den Besitz der Choteks über.
Ihre Jugend verbrachte Henriette in den Wintermonaten in Wien und die Sommer verbrachte sie auf den Landgütern der Eltern, meistens jedoch auf dem Gut von Unterkrupa. Ihre Erziehung und Bildung erhielt sie, ihrer Gesellschaftsklasse entsprechend, durch Hausunterricht der von Privatlehrern gestaltet wurde. Neben den Fächern Geographie, Geschichte, Mathematik und Physik wurde auf Kunst (Zeichnen) und Musikunterricht (Klavier) großer Wert gelegt. Neben ihrer deutschen Muttersprache wurde sie in Ungarisch, Französisch und Englisch unterrichtet. Die slowakische Sprache erlernte sie erst im Erwachsenenalter.

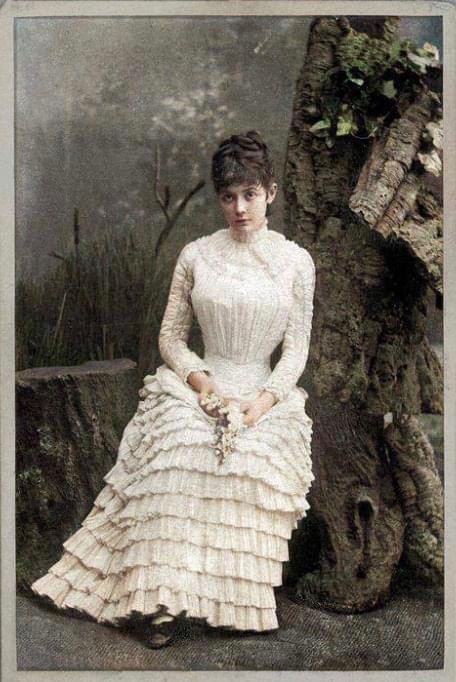
Henriette Gräfin Chotek um das Jahr 1880 (k.k.Hof-Atelier Adèle, Wien)

Nachdem sie 1883 in Wien in die 'Gesellschaft eingeführt' wurde, öffnete sich der jungen Adeligen die Welt der Erwachsenen. Am 30. Januar 1883 nahm sie am Hofball teil und wurde Kaiser Franz Joseph I. und Elisabeth von Österreich vorgestellt. In ihrer Jugendzeit entwickelte Henriette ein außerordentliches schauspielerisches Talent. Sie wirkte bei Laienvorstellungen – gemeinsam mit Amateurschauspielern aus anderen Adelsfamilien – mit, die einerseits in Wien oder im Schlosstheater von Unterkrupa stattfanden. Diese Theatervorstellungen wurden von der Wiener Theaterschauspielerin Amalie Bleibtreu organisiert und künstlerisch betreut. Gefallen fand sie auch an den sog. „Lebenden Bildern“, in welchen in der Regel historische Ereignisse nachgestellt wurden und sich in damaliger Zeit großer Beliebtheit erfreuten.
Henriette Chotek war zeitlebens eine tiefreligiöse Frau und war der Römisch-katholischen Kirche aufs Engste verbunden. Im Jahre 1895 wurde sie Ehrendame des adeligen Damenstiftes Maria-Schul in Brünn. Dieses exklusive Damenstift, bereits 1654 gegründet, war eine Einrichtung für unverheiratete Damen des Adels und Hochadels, das in der damaligen Zeit unter dem Patronat von Kaiserin Elisabeth stand.
Obzwar dem Hochadel der Österreichisch-Ungarischen Monarchie angehörend liebte sie das einfache Leben. 1904 erbte sie von ihrem Vater die Herrschaft von Unterkrupa und in dem riesigen Schlosspark konnte sie ihrer Leidenschaft nachgehen: sie züchtete Rosen. Deshalb erhielt sie von der Nachwelt das Epitheton ornans: „Rosengräfin“. Von den Dorfbewohnern wurde sie sehr verehrt, schon wegen ihrer vielfältigen karitativen Unternehmungen, vor allem unterstützte sie arme Familien und Waisenkinder. Für diese Tätigkeit erhielt sie bereits im Jahre 1909 vom Papst Pius X. ein Anerkennungsdiplom. Sie gehörte dem Damen-Komitee des XXIII. Internationalen Eucharistischen Weltkongresses im Jahre 1912 in Wien an und deshalb wurde sie vom Papst Pius X. mit dem Ehrenkreuz Pro Ecclesia et Pontifice ausgezeichnet.
Nach dem Tode ihres Vaters am 3. Dezember 1903 bezog sich der Schwerpunkt des Schaffens der Henriette auf die Herrschaft in Unterkrupa. Hier erwies sie sich als talentierte Haushälterin. Sie entschloss sich, im Schlosspark, etwa 250 Meter vom Schloss entfernt, ein Bauernhaus, das sie „Schweizerhaus“ nannte, zu errichten. Es sollte das Zentrum ihres späteren Wirtschaftens und Wirkens werden. Der Grundstein für dieses Haus, im Bauernstil der Zeit gehalten und mit einem Strohdach gedeckt, wurde am 4. Juli 1906 durch Pfarrer Anton Rácz gelegt. Teile des Gebäudekomplexes richtete sie als Volkskunde-Museum ein. Auch ihr Personal (überwiegend Gärtner mit Familien) fand in Teilen des Komplexes Wohnungen. Im Laufe der Jahre entwickelte sich durch verschiedene Zubauten hier eine kleine Siedlung. Im Jahre 1947 fielen große Teile dieses Anwesens einem Brand zum Opfer, der Rest wurde abgetragen. Heute erinnert nichts mehr an diese kleine Siedlung.

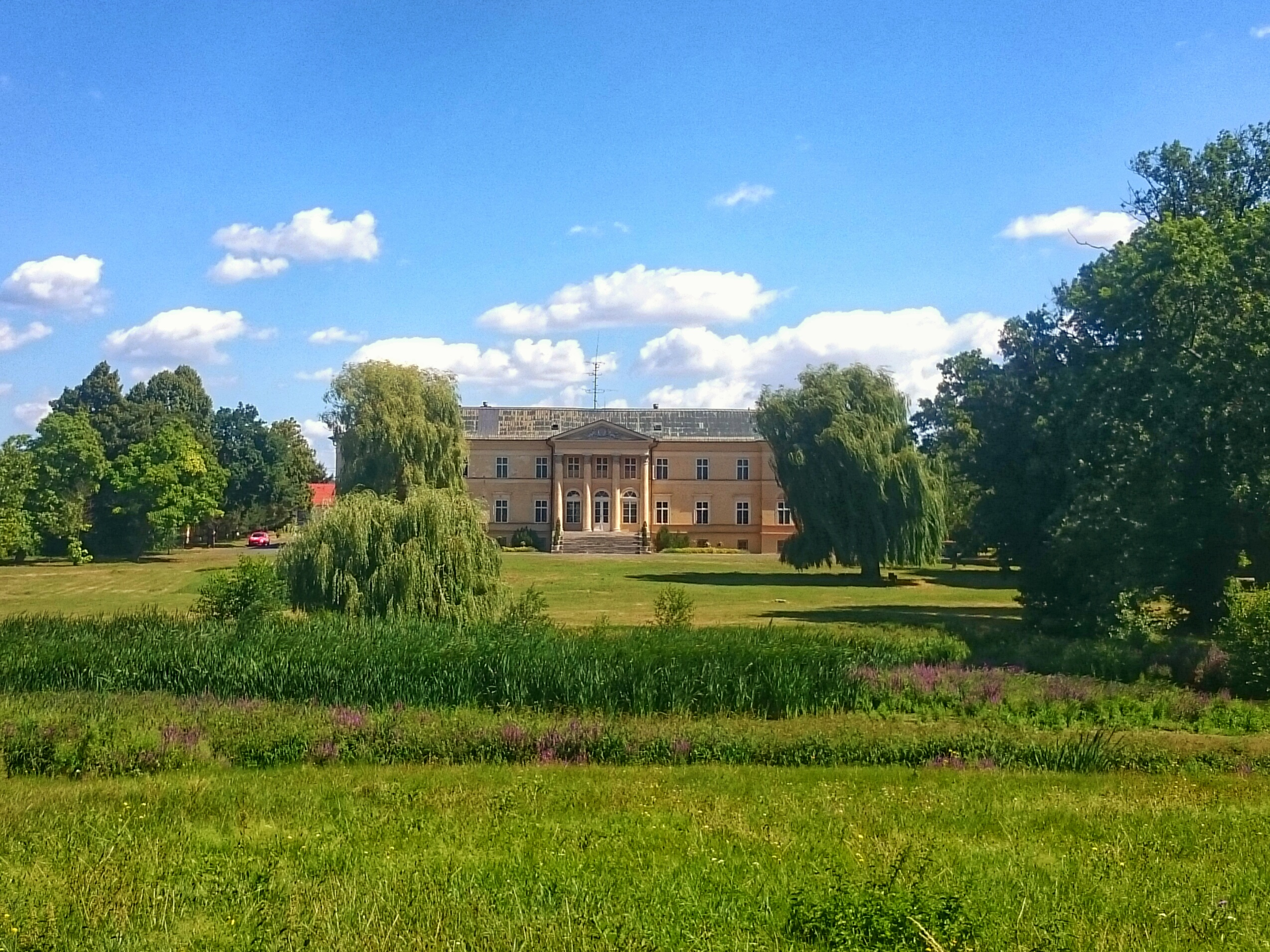
Schloss und Park von Unterkrupa (Zustand Sommer 2015)

In den letzten Jahren des 19. Jahrhunderts begann Henriette Chotek im Schlosspark von Unterkrupa ein Privatrosarium aufzubauen. Sie trat dem Verein Deutscher Rosenfreunde (VDR) bei und nahm an verschiedenen Kongressen und Rosenausstellungen teil. Nach dem Tod des bekannten Rosenzüchters Rudolf Geschwind im Jahre 1910 erwarb sie einen Großteil seiner Rosen. Ihr ist es zu verdanken, dass es noch 29 Rosen dieses Rosenzüchters im Rosarium von Sangerhausen gibt.
Maria Henrietta Chotek war von vielen Rosenzüchtern hoch geschätzt. Hermann Kiese (1865–1923) hatte der Gräfin bereits eine von ihr selbst auf dem Rosenkongress in Liegnitz 1910 ausgesuchte Rose gewidmet: Gräfin Chotek.
Während des Ersten Weltkrieges meldete sich Henriette Chotek freiwillig zum Lazarettdienst, sie betreute als Oberschwester in Tyrnau zahlreiche verwundete Soldaten. Als sie zum Ende des Krieges nach Unterkrupa zurückkehrte, sah der Park aus „wie eine Begräbnisstätte gefallener Helden“. Es war für die nahezu 60-jährige Gräfin, besonders unter den veränderten Verhältnissen, nicht leicht, ihr Rosarium wieder aufzubauen. Viele Raritäten gingen für immer verloren und waren unersetzbar. Nach Meinung der Gräfin „werden Jahre vergehen, bevor es gelingen wird z. B. die Sammlung der Rosen die zur Zeit der Kaiserin Josephine im Garten von Malmaison wieder herzustellen“. Seinerzeit hatte sie im Austausch mit dem französischen Rosenzüchter Jules Gravereaux (1844–1916) nahezu das gesamte Rosensortiment der Kaiserin Josephine von Schloss Malmaison erworben.

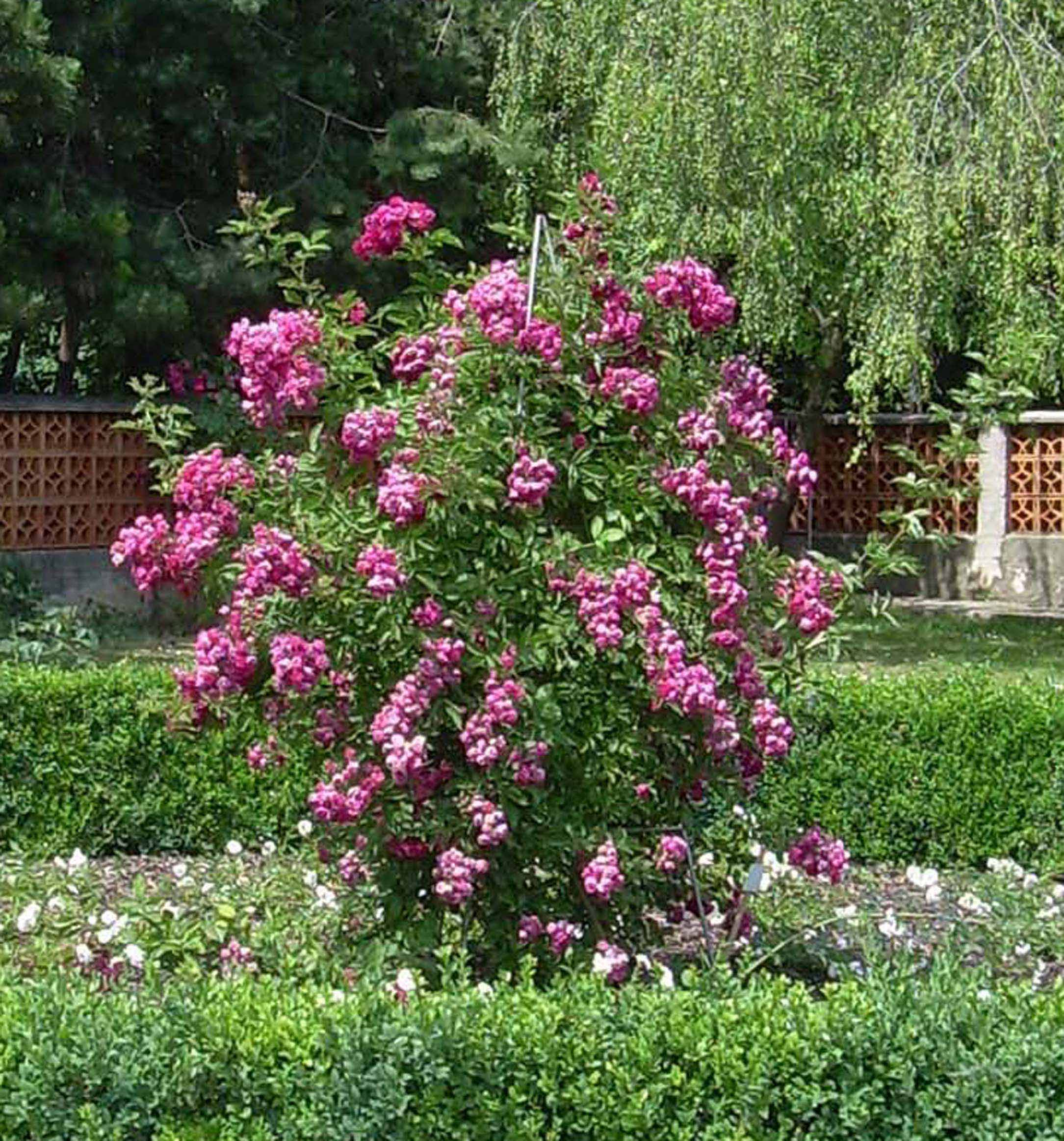
Rose Marie Henriette Gräfin Chotek, Züchtung von Peter Lambert (1910)

Nach dem Krieg gründete Marie Henriette eine Rosenschule, die sie vom Verkauf von Schnittblumen und Pflanzen finanzierte. Zu ihren Lieblingsspruch gehörte: „Ich brauche keinen Gärtner, Gärtner bin ich, ich brauche nur verläßliche Hilfsarbeiter.“ Gräfin Chotek war eine tüchtige Botanikerin und Gärtnerin, mit deutschen Rosenzüchtern als Lehrer. 1926 konnte sie die erste Nachzüchtung einer Rose von Rudolf Geschwind in den Handel geben.
Maria Henriette kam regelmäßig zu den Rosenkongressen nach Deutschland. Bedeutende deutsche Rosenzüchter, wie Wilhelm Kordes, Peter Lambert, Gustav Brada und Johannes Böttner gehörten zu ihren persönlichen Freunden.
Die Sorten- und Preisliste der Gräfin von 1929 verzeichnet 885 Rosensorten, davon 228 Schlingrosen, 33 Bourbonrosen, 210 Parkrosen aller Klassen; der Rest waren Polyanthas und Edelrosen; das Vorwort des Kataloges erwähnt, dass 6.000 Rosen in Unterkrupa angepflanzt waren. Sie führte die 'Nordlandrose' ein, die auch in kühleren Gegenden zur Züchtung geeignet waren. Im Jahre 1934 züchtete sie eine Strauchrose unter den Namen ’Ignis Chotek‘. Der bekannte Trierer Rosenzüchter Peter Lambert - ein Freund der Gräfin - widmete ihr seine bereits 1910 gezüchtete Multiflora-Hybride-Rose 'Marie Henriette Gräfin Chotek'.
Marie Henriettes Rosarium inspirierte den „Preßburger Verschönerungsverein“, welcher auf ihre Initiative hin im Au-Park von Preßburg einen Rosengarten anlegte. Der damalige Vorsitzende des Vereins Peter Limbacher (* 1872, † 1947) war nach einem Besuch in Unterkrupa vom Rosarium der Gräfin dermaßen begeistert, dass er sich entschloss, im Preßburger Au-Park ein kleines Rosarium anzulegen. Zahlreiche Pflanzen bestellte er hierfür bei der Gräfin Chotek. Das Rosarium wurde unter Anwesenheit der Gräfin am 13. Juli 1937 der Öffentlichkeit zugänglich gemacht.
Mit den deutschen Rosenfreunden stand sie zeitlebens in beruflicher Verbindung, und als durch die Inflation der VDR und das Rosarium Sangerhausen vor den finanziellen Ruin standen wurden sie von der Rosengräfin tatkräftig unterstützt.
Im Jahre 1934 kam die Gräfin in finanzielle Schwierigkeiten und das Rosarium begann zu verfallen. 1938 wurde das Rosarium in Unterkrupa in der Fachliteratur (in Zusammenhang mit einer Rosenausstellung in Preßburg) zum letzten Mal erwähnt. Dann kam der Zweite Weltkrieg und seine schrecklichen Folgen. Nachdem die Rote Armee im April 1945 auch Unterkrupa besetzte begann das eigentliche Zerstörungswerk. Das Herrenhaus wurde geplündert der Park und das Rosarium ging seinen endgültigen Untergang entgegen. Ihre umfangreiche Fachbibliothek, ihr schriftlicher Nachlass, sowie die Rosenkataloge (in denen sie überwiegend die Rosen von Rudolf Geschwind detailliert beschrieb) und die sie seit 1929 regelmäßig herausgab, gingen ebenfalls unwiederbringlich verloren. Bis heute konnte dieser Verlust nicht aufgearbeitet werden, da ihre Beobachtungen und Erkenntnisse weder in einer Rosenzeitung noch einem Fachlexikon zu finden sind.

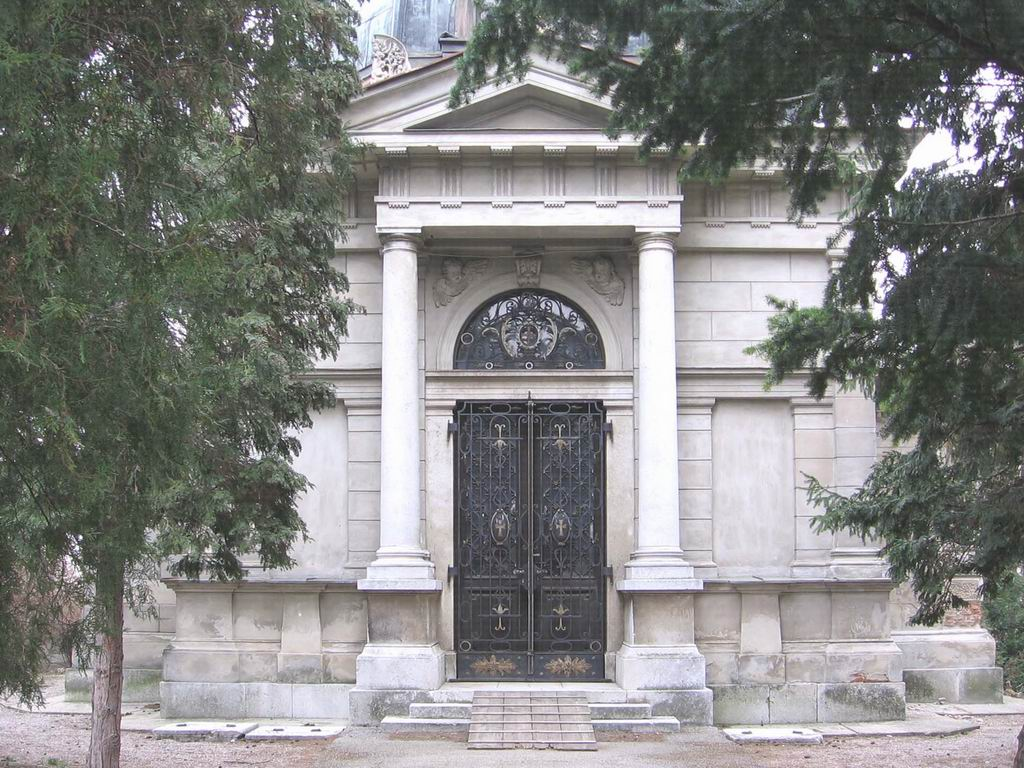
Eingang in das Chotek Mausoleum von Unterkrupa

Die inzwischen alte Gräfin die keine Nachkommen hatte, da sie unverheiratet blieb, wurde vertrieben. Maria Henrietta, als letzte Vertreterin der „ungarischen Chotek-Linie“ (ihre Großmutter war eine geborene Brunsvik) sollte anhand des Kaschauer Regierungsprogramms von 1945 und der Beneš-Dekrete abgeschoben werden. Nachdem sie den Herrensitz verlassen musste, war sie gezwungen sich vor den Behörden zu verstecken und gutherzige Bewohner des Dorfes gewährten ihr vorerst Unterschlupf. Eine ehemalige Bedienstete sorgte dafür, dass Henriette – die sich zwischenzeitlich in einem desolaten körperlichen Zustand befand – in das nahegelegene Kloster Josephinum des Ortes aufgenommen und von den dortigen Ordensschwestern der Kongregation der Töchter der göttlichen Liebe (FDC) betreut wurde. Dort starb sie gänzlich vereinsamt und verlassen im Februar 1946 und wurde im Familienmausoleum der Choteks (das noch von ihrem Vater errichtet wurde) am Dorffriedhof von Unterkrupa in aller Stille beigesetzt.
Im Mausoleum sind auf ihrem Epitaph die Worte zu lesen:
DEUM AFFLICTOS NATURAMQUE TOTO CORDE AMAVIT
„Gott, die Leidenden und die Natur liebte sie von ganzem Herzen“
(siehe hierzu auch Artikel Schloss Dolná Krupá)

## Züchtungen nach dem Tod von Marie Henriette Chotek
Marie Henriette geriet auch nach ihrem Tod als Rosenzüchterin nicht in Vergessenheit. Es gibt im heutigen Unterkrupa Bemühungen die Rosen wieder zu domestizieren und in einem neu angelegten (1996) Rosarium, welches den Namen „Rosarium der M. H. Chotek“ trägt, die Tradition fortzusetzen.
Nach dem Tod der Gräfin wurden zwei ihr gewidmete Neuzüchtungen erfolgreich auf den Markt gebracht:
- im Jahre 2006 züchtete Szilveszter Györy die Rose Comtesse Maria Henrietta
- im Jahre 2013 züchtete die Firma W. Kordes’ Söhne in Klein Offenseth-Sparrieshoop die Rose Rosengräfin Marie Henriette[9]